# Johan på Snippen (film)
Johan på Snippen är en svensk komedifilm från 1956 i regi av Ragnar Frisk. I huvudrollen som Johan på Snippen ses Adolf Jahr.

## Handling
I Stubbhult bor många motorcykelintresserade ungdomar. Deras framfart stör dock ortens befolkning. Två av dessa är bonden Stor-Jan och handelsman Grönkvist, som ger ungdomarna kalla handen när ett klubbhus kommer på tal. Den enda som står på ungdomarnas sida är knallen Johan på Snippen.

## Rollista
- Adolf Jahr – Johan på Snippen Karlsson
- Holger Höglund – Mandus, stins
- Dagmar Olsson – Hulda, Johans hushållerska
- Bellan Roos – Emma, Mandus hustru
- Curt Löwgren – Gusten, f.d. sjöman
- Carl-Axel Elfving	– Hilmer, f.d. sjöman
- Gustaf Lövås – Stor-Jan, rik bonde
- Sangrid Nerf – Britta, Stor-Jans dotter
- Lasse Tobiasson – Pelle, Huldas systerson
- Lennart Lindberg – Olle Eriksson, verkstadsinnehavare
- Gösta Gustafson – Grönkvist, rik handelsman
- Torsten Lilliecrona – speaker vid Saxby-loppet
- Hedvig Lindby – mor Lisa
- Martha Nyberg	– Eva
- Sten Mattsson – Bertil
- Gustaf Hiort af Ornäs – Segerberg, ingenjör
- Sven Holmberg – landsfiskalen
- Axel Högel – ordförande på kommunalstämman
- Siw Carlerwall – stadsfröken på semesterresa
- Christina Lindström – stadsfröken på semesterresa
- Eleanor Nyrén – stadsfröken på semesterresa
- Per-Axel Arosenius – präst
- Gösta Miller – lastbilschaufför
- John Norrman – lokförare
- Guy de la Berg – skinnknutte
- Birger Sahlberg – bonde
- Viola Sundberg – kranskulla
- Frithiof Bjärne – mannen som missar tåget
- Charlie Norman – medlem i Charlie Normans Showorkester
- Rolf Berg	– medlem i Charlie Normans Showorkester
- Anders Burman – medlem i Charlie Normans Showorkester
- Bengt Wittström – medlem i Charlie Normans Showorkester
- Eva Laräng – ej identifierad roll
- Solveig Eriksson – ej identifierad roll

## Filmteam
- Inga Adolfsson – negativklippning
- Vanja Dahlgren – scripta
- Lennart Ekström – manus
- Rune Ericson – foto
- Stig Flodin – ljudtekniker
- Carlo Fridlund – produktionsledare
- Ragnar Frisk – regi
- William Lind – musikarrangör
- David Norberg – inspicient
- Eric Nordemar – klippning
- Sven Rüno – originalmusik, musikarrangör

## Om filmen
Filmen har lånat titeln från visan "Johan på Snippen", skriven 1922 av Theodor Larsson efter en melodi av Gaston René Wahlberg. Filmen producerades av Skandia Film med Carlo Fridlund som produktionsledare. Den spelades in mellan den 4 september och 25 oktober 1956 i Sandrewateljéerna i Stockholm efter ett manus av Lennart Ekström. Den fotades av Rune Ericson och klipptes samman av Eric Nordemar. Sven Rüno komponerade originalmusik till filmen och arrangerade musiken tillsammans med William Lind.
Johan på Snippen premiärvisades den 12 november 1956 på biograferna Centrum i Eskilstuna, Saga och Rialto i Norrköping och Grand i Linköping. Stockholmspremiären inföll den 26 december 1956 då filmen gick upp på tio biografer. Filmen fick en uppföljare 1957, Johan på Snippen tar hem spelet, regisserad av Bengt Järrel.

## Musik
- "America Marches", Roger Barsotti
- "Gästspels boogie", Charlie Norman
- "Schottissväng", Sven Rüno
- "Vår valsstump", Jack Gill
- "Johan på Snippen", musik: Gaston René Wahlberg, text: Theodor Larsson
- "En sjöman älskar havets våg, text: Ossian Limborg
- "Hipp och Hopp", text: Harry Erneclou, arrangör: Björn "Nalle" Halldén
- "I alla fulla fall", musik: Adolf Englund, text: Ernst Rolf
- "Kväsarvalsen", text: Arthur Högstedt, Emil Norlander
- "Marian och jag", Sven Rüno
- "Med en enkel tulipan", musik: Jules Sylvain, text: Sven Paddock
- "'Tis the Last Rose of Summer", musik: trad., text: Thomas Moore
- "Sønnavindvalsen", musik: Bjarne Amdahl, text: Alf Prøysen (norsk text), Ulf Peder Olrog (svensk text)
- "Tjo och tjim och inget annat", Ulf Peder Olrog
- "Spinn, spinn, dotter min"
- "Här kommer en knalle", musik: Sven Rüno, text: Per Lennart
- "Stubbhults festvisa", musik: Sven Rüno, text: Per Lennart
- "Stubbhults kampsång", musik: Sven Rüno, text: Per Lennart
- "Vi har seglat hela världen runt", musik: Sven Rüno, text: Per Lennart

## Mottagande
Flera kritik ansåg att Adolf Jahrs skådespelarfärdigheter inte tagits till vara i filmen. I Aftonbladet beskrev signaturen Gekå filmen som "Ett enkelt folklustspel spelat med lust och bekikat med något mindre lust". I Morgon-Tidningen skrev Per-Olof Wredlund att filmen var "välgörande fri från plumpa och smaklösa detaljer", men påpekade också att inte mycket fanns att säga om filmen annat än att Jahr inte tillvaratagits. Stockholms-Tidningens anmälare G B-felt kallade filmen för "enfaldig" och skrev att filmens "fantasi och uppfinningsrikedom är att jämföra med det värsta slag av amatörfoto".